# Uluberia
Uluberia (Bengalisch: উলুবেড়িয়া) ist eine Stadt im indischen Bundesstaat Westbengalen mit rund 220.000 Einwohnern (Volkszählung 2011). Sie liegt im Distrikt Haora und ist Teil der Agglomeration Kolkata. Die Stadt befindet sich am Ufer des Flusses Hugli.

## Geschichte
Mit der Teilung Indiens 1947 kam es zu einem massiven Zustrom von Flüchtlingen aus Ostpakistan nach Kalkutta und in die Randgebiete. Von über einer Million Flüchtlingen, die 1950 allein nach Westbengalen kamen, siedelten sich die meisten in besetzten Kolonien zwischen Naihati und Sonarpur am Ostufer des Hooghly und zwischen Hugli und Uluberia am Westufer an. Der kleine Ort wuchs so zu einer Stadt heran.

## Demografie
Die Einwohnerzahl der Stadt liegt laut der Volkszählung von 2011 bei 222.240 und die der Agglomeration bei 235.345. Uluberia hat ein Geschlechterverhältnis von 951 Frauen pro 1000 Männer und damit einen für Indien üblichen Männerüberschuss. Die Alphabetisierungsrate lag bei 80,0 % im Jahr 2011. Knapp 54,9 % der Bevölkerung sind Hindus, ca. 44,8 % sind Muslime, ca. 0,1 % sind Christen und ca. 0,2 % gehören anderen oder keiner Religionen an. 11,9 % der Bevölkerung sind Kinder unter sechs Jahren.

## Infrastruktur
Die Stadt verfügt über eine eigene Eisenbahnstation.